# Liogenys bidenticeps
Liogenys bidenticeps – gatunek chrząszcza z rodziny poświętnikowatych i podrodziny chrabąszczowatych. Zamieszkuje Amerykę Południową.

## Taksonomia
Gatunek ten opisany został po raz pierwszy w 1919 roku przez Juliusa Mosera na łamach „Stettiner Entomologische Zeitung”. Jako lokalizację typową wskazano São Paulo w Brazylii. W tej samej publikacji opisano również Liogenys bicuspis, którego lokalizację typową określono jako Cuiabę w stanie Mato Grosso. W 2017 roku Mariana Alejandra Cherman i współpracownicy dokonali synonimizacji L. bicuspis z L. bidenticeps oraz redeskrypcji gatunku.

## Morfologia
Chrząszcz o ciele długości od 8,5 do 10,7 mm i szerokości od 4,1 do 5,2 mm, ubarwionym brązowawo z jasnobrązowymi pokrywami.
Głowa ma oczy rozstawione prawie na dwukrotność swoich szerokości i dziesięcioczłonowe czułki. Wykrojenie krawędzi nadustka jest płytkie, szerokie, zaokrąglone; ząbki przednie po jego bokach mają zwykle prawie równoległe i krótsze od oka krawędzie zewnętrzne, a boczne krawędzie nadustka są wypukłe i zaokrąglone.
Przedplecze ma łysy dysk z rozproszonym i delikatnym punktowaniem, lekko pośrodku wysuniętą krawędź przednią oraz rozwarte i prawie kanciaste kąty tylne. Tarczka jest zaokrąglona, grubo punktowana. Błyszczące, łyse, ponad trzykrotnie od przedplecza dłuższe pokrywy mają po cztery żeberka i wyraźnie wyniesiony szew. Na biodrach przednich występują łuski. Golenie przedniej pary mają trzy ząbki na krawędzi zewnętrznej, z których nasadowy jest najmniejszy, a środkowy i wierzchołkowy równych rozmiarów. Golenie środkowej pary mają walcowaty do prawie kwadratowego przekrój i kompletną wierzchołkową z dwóch listewek poprzecznych.
Odwłok ma odsłonięte i porośnięte szczecinkami propygidium oraz szerokie, niemal trapezowate, płaskie, pokryte szczecinkami pygidium u samca bardziej niż u samicy zaokrąglone na szczycie. Genitalia samca mają paramery o wcięciu sięgającym ⅔ długości, silnie zbieżnych krawędziach wewnętrznych, zaopatrzonych w wyrostki przedwierzchołkowe brzegach zewnętrznych, silnym zwężeniu przed wierzchołkiem, a wierzchołku szpatułkowatym z ostrymi, zakrzywionymi dozewnętrznie krawędziami osiągającymi poziom krawędzi zewnętrznej paramery.

## Rozprzestrzenienie
Gatunek neotropikalny, znany z brazylijskich stanów Paraíba, Bahia, Minas Gerais, Mato Grosso, São Paulo i Rio Grande do Sul, paragwajskich departamentów Itapúa i San Pedro oraz argentyńskich prowincji Formosa, Catamarca i Santiago del Estero.